# 吉隆坡大学
3°9′33.97″N 101°42′6.06″E / 3.1594361°N 101.7016833°E
吉隆坡大学（简称：UniKL），是馬來西亞的技术大学。在2002年8月20日登记为一所私立大学，由12所学院组成，总部位于马来西亚吉隆坡市中心。

## 历史
20世纪50年代早期，該校在农村发展当前时建立以改进农村社区的生活水准。UniKL的当前名字，从它的UniversitiTeknikalMARA的前名字的变动，是大学的角色的征兆在促进吉隆坡对国家和区域作为中心教育、优秀训练和它的意义。UniKL以进步科技训练器材和外围设备以便用充分技术理论或概念教育学生，并且专业化其技能和能力。該校目前提供35个文凭項目、一个专家或执照項目和设计技术的10个学位课程。